# Czupel (882 m)
Czupel (882 m n.p.m.) – rozległa, masywna góra w bocznym grzbiecie Pasma Równicy w Beskidzie Śląskim. Wznosi się w całości na terenie miasta Wisły, pomiędzy dolinami Malinki (na południu) i jej drobnego, prawego dopływu (na wschodzie), Wisły (na południowym zachodzie) oraz potoku Gościejów (na północnym zachodzie). W jego południowe stoki wcina się jeszcze potok Głębiczek. Czupel wyrasta wprost ze szczytu Smerekowca i dominuje nad wiślańskimi „dzielnicami” Gościejów, Nowa Osada i Malinka.
Pod szczytem Czupla znajduje się kilka wychodni skalnych piaskowców górnych warstw istebniańskich. Podobne wychodnie położone są też na bocznym grzbiecie, odchodzącym od wierzchołka na północny zachód, nad dolinę potoku Gościejów, tam także ciekawe nisze i rowy osuwiskowe.
Nazwa szczytu, często spotykana w Beskidach, oznacza górę o ostrym wierzchołku.
Prawie przez szczyt Czupla (omijając jednak sam wierzchołek od wschodu) biegnie zielony szlak turystyczny z Wisły Nowej Osady na Smerekowiec.
Na południowo-zachodnim zboczu Czupla, na stoku zwanym Wróblonki (od nazwy osiedla w jego górnej części), znajduje się Ośrodek Narciarski Nowa Osada z koleją krzesełkową, dwoma wyciągami talerzykowymi oraz prawie 4 km tras narciarskich.

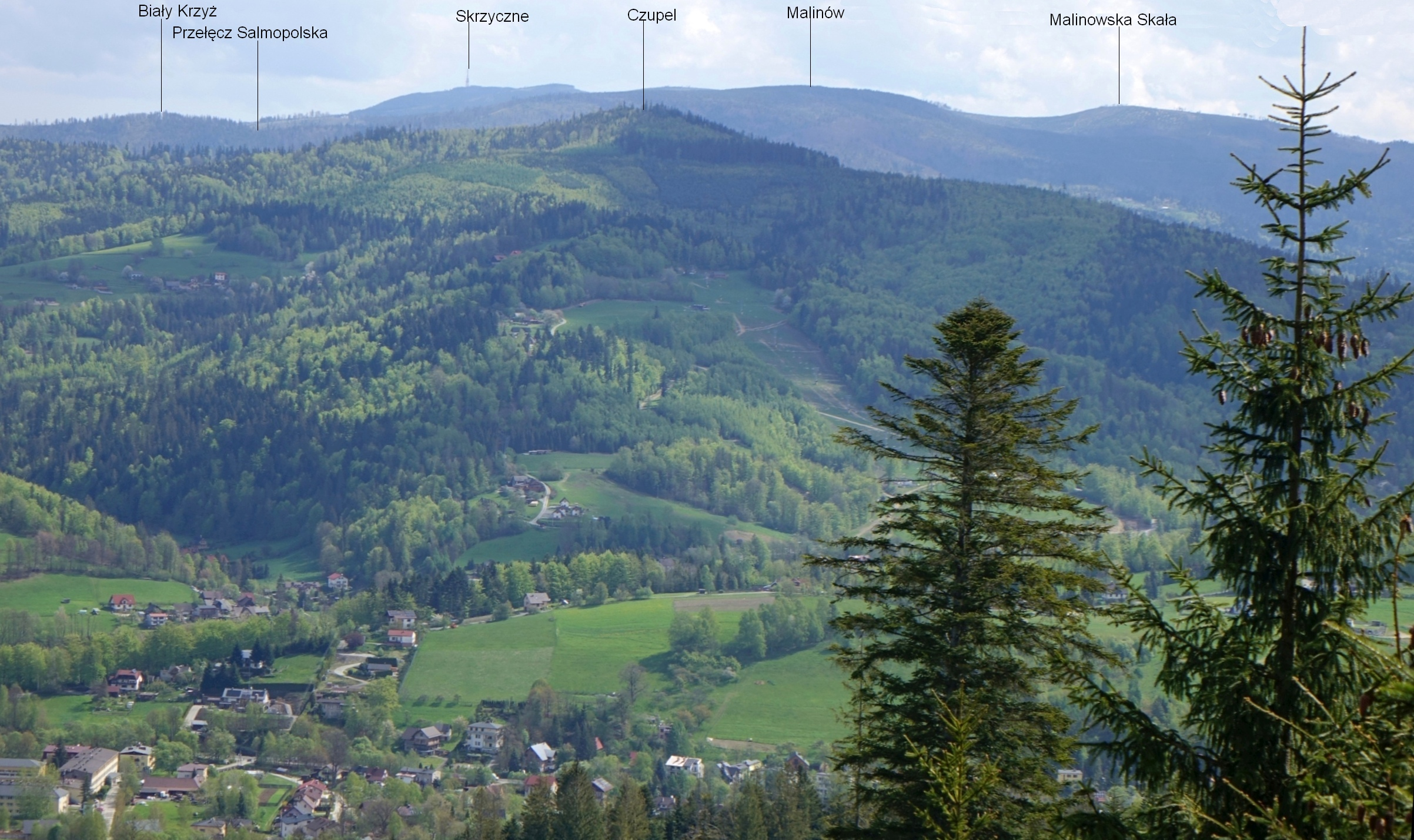
Widok z Krzakoskiej Skały
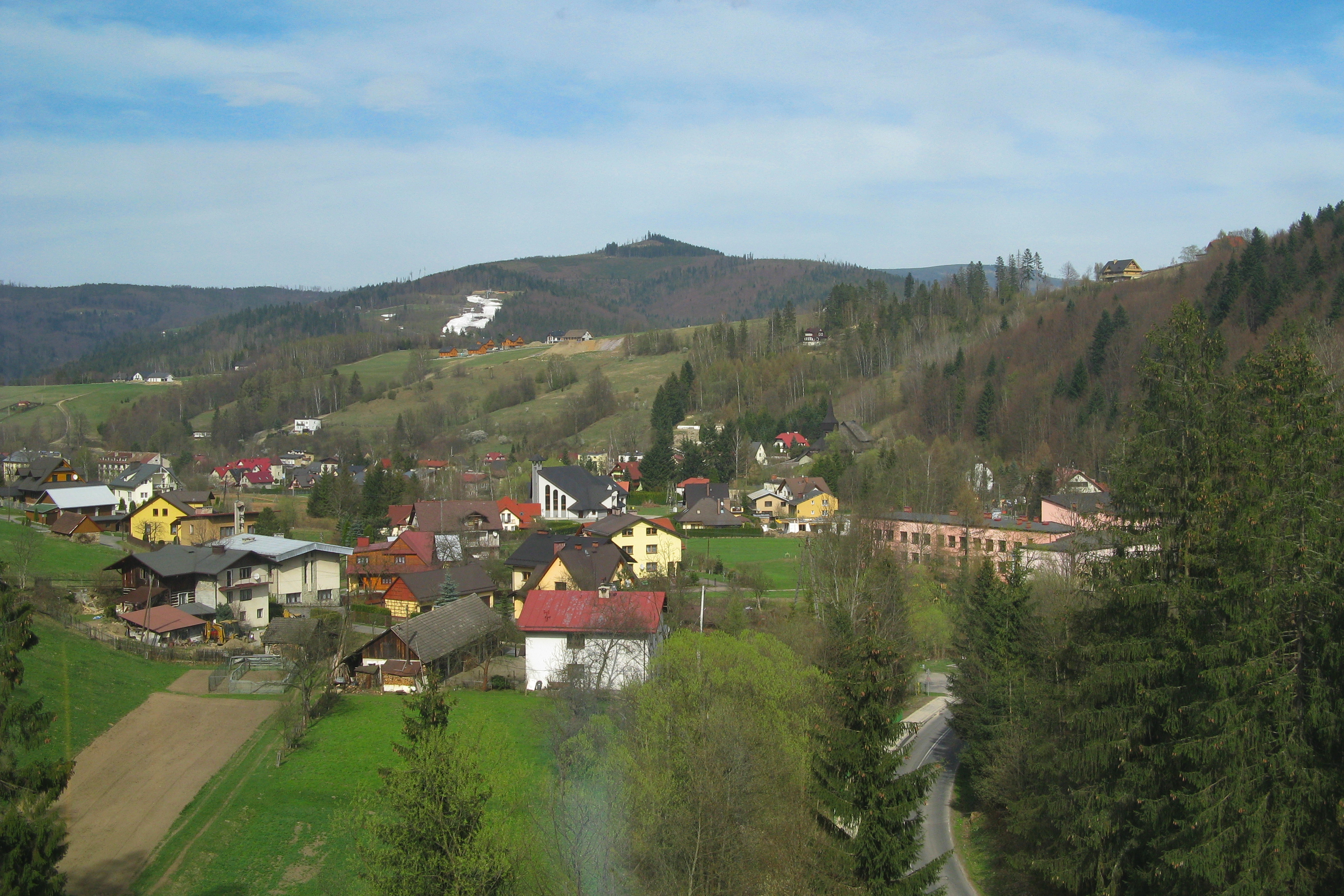
Widok z wiaduktu w Głębcach
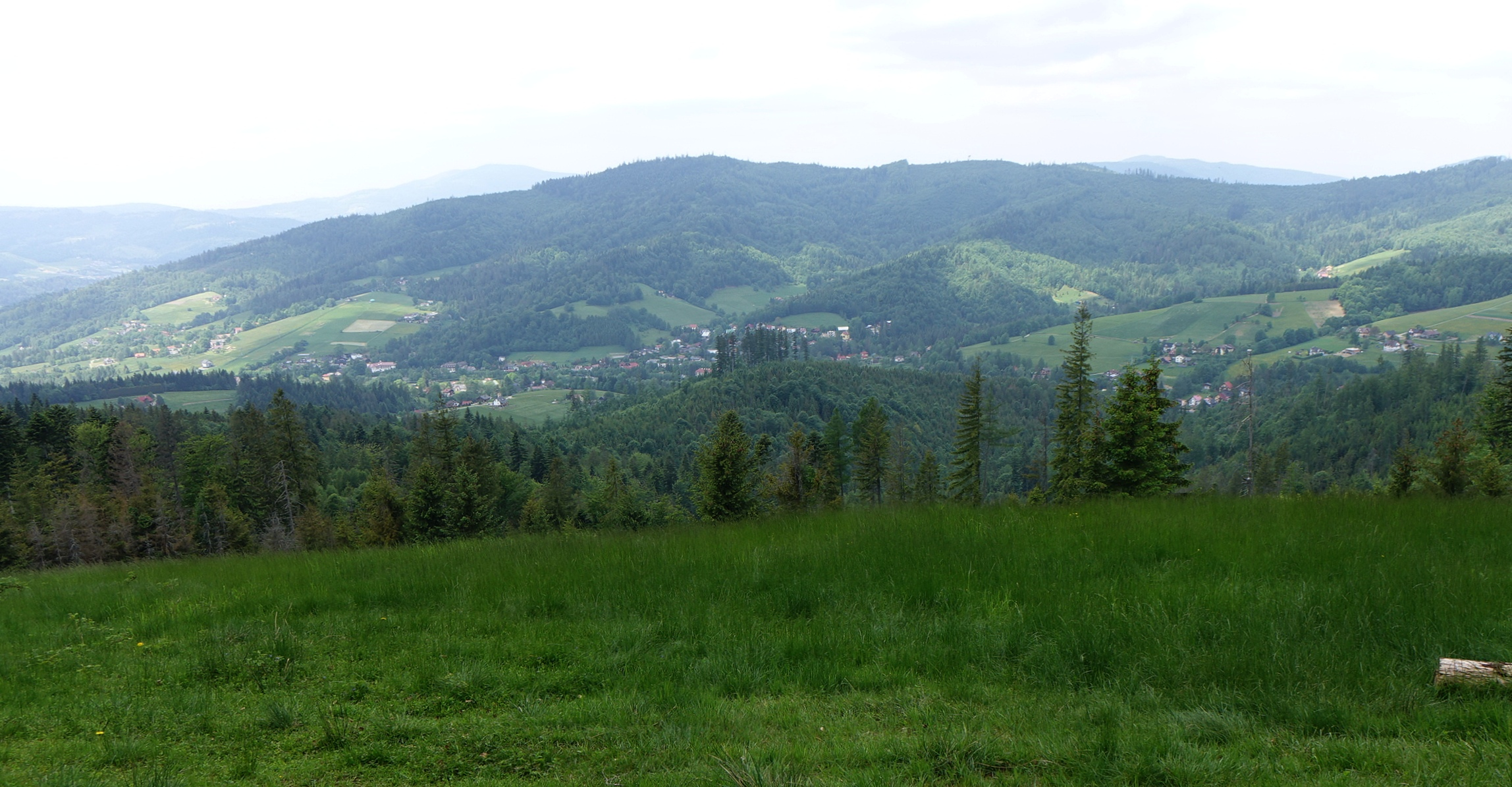
Widok z Cienkowa Niżniego
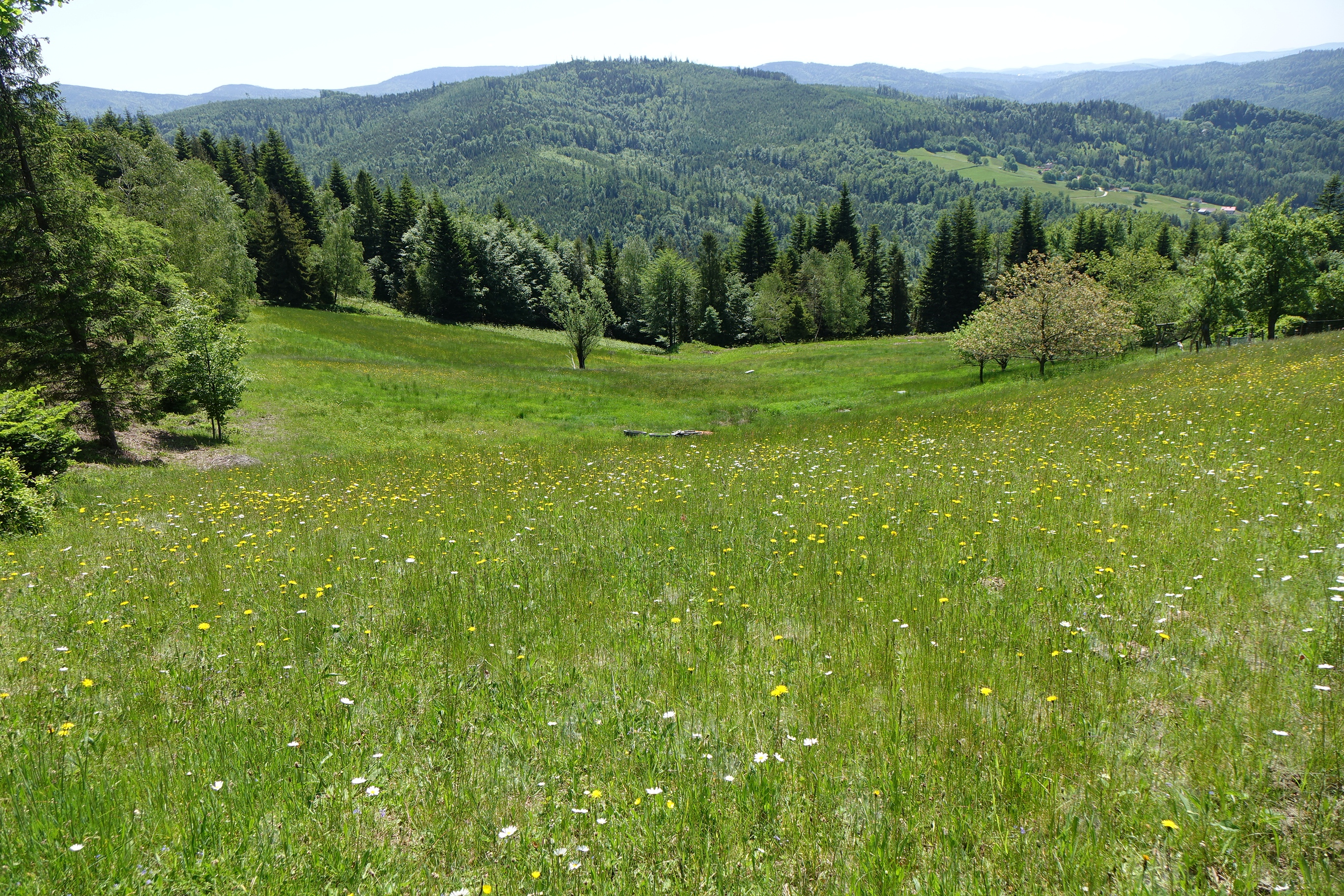
Widok na Czupel z Kamiennego